# Jopen Ongelovige Thomas
Jopen Ongelovige Thomas is een Nederlands bier van hoge gisting.
Het bier wordt gebrouwen in Brouwerij Jopenkerk te Haarlem. 
Het is een kastanjebruin bier met een alcoholpercentage van 10%.